# Deutsche Leichtathletik-Meisterschaften 1917
Die 19. Deutschen Leichtathletik-Meisterschaften fanden am 5. August 1917 in Berlin statt. Wie die vier anderen Leichtathletik-Meisterschaften während des Ersten Weltkriegs wurden sie mit einer reduzierten Zahl von Disziplinen durchgeführt.

## Medaillengewinner
| Disziplin      | Gold                                     | Leistung    | Silber                               | Leistung   | Bronze                               | Leistung |
| -------------- | ---------------------------------------- | ----------- | ------------------------------------ | ---------- | ------------------------------------ | -------- |
| 100 m          | Arthur Reinhardt (Hamburger FC von 1888) | 11,9 s0     | Kurt Klugkist (Berliner SC)          | 12,0 s0    | Erich Fischer (Charlottenburger TG)  | 12,0 s0  |
| 200 m          | Arthur Reinhardt (Hamburger FC von 1888) | 25,4 s0     | Hans Skowronnek (Berliner SC)        | 25,5 s0    | Arthur Schoch (Berliner SV 1892)     |          |
| 400 m          | Otto Wieland (TG in Berlin)              | 54,9 s0     | Alfred Fliesbach (VfB Leipzig)       |            | Winter (Berliner SC)                 |          |
| 800 m          | Erich Wolfgramm (Charlottenburger TG)    | 2:07,9 min  | Walter Sorber (SC Victoria Hamburg)  | 2:08,6 min | Georg Amberger (Straßburger FV)      |          |
| 1500 m         | Ernst Tschoppe (Charlottenburger TG)     | 4:32,0 min  | Heinz Erler (Berliner SC)            |            | Schmidt (VfV Teutonia 1899 Berlin)   |          |
| 7500 m         | Erich Michael (Charlottenburger TG)      | 27:35,5 min | Wolter (Charlottenburger TG)         |            | Paul Bartsch (Berliner SpVgg)        |          |
| 110 m Hürden   | Reinhard Wegner (Charlottenburger TG)    | 17,4 s0     | Julius Wieland (TG in Berlin)        |            | K. Schneider (Berliner SC)           |          |
| Hochsprung     | Martin Gewerth (VfL Halle 1896)          | 1,60 m      | Carl Schelenz (Berliner TV von 1850) | 1,60 m     | Heinrich Appel (Charlottenburger TG) | 1,60 m   |
| Stabhochsprung | Heinrich Fricke (TK Hannover)            | 3,40 m      | Ludwig Gaim (TV 1860 München)        | 3,40 m     | Josef Wege (Berliner Turnerschaft)   | 3,30 m   |
| Weitsprung     | Carl Schelenz (Berliner TV von 1850)     | 6,39 m      | Suden (TK Hannover)                  | 6,34 m     | Harry Bormann (Neuköllner SC)        | 6,02 m   |
| Kugelstoßen    | Johann Krach (VfB Leipzig)               | 11,45 m     | Michael Rohrbacher (TV 1860 München) | 11,43 m    | Hermann Steer (Svgg Dortmund 95)     | 11,27 m  |
| Diskuswurf     | Heinrich Buchgeister (SC Charlottenburg) | 38,70 m     | Hermann Steer (Svgg Dortmund 95)     | 34,30 m    | Erich Herbst (BFC Preussen)          | 33,05 m  |
| Speerwurf      | Heinrich Buchgeister (SC Charlottenburg) | 52,53 m     | Walter Lüdeke (TG Steglitz)          | 47,30 m    | Erich Herbst (BFC Preussen)          | 46,25 m  |